# Uvjetni skok
Uvjetni skok je kontrolna struktura koja izvodi skok na neki programski redak, pod uvjetom da se zadovolji neki poduvjet. Na primjer u BASIC postoji naredba ON <n> GOTO <labela1>,<labela2> gdje je skok određen vrijednosti varijable koja je na mjestu <n> koji je cijeli broj (1,2,..) i ako je uvjet zadovoljen skok se izvršava: ako je varijabla vrijednosti 1 tada se izvršavanje prenosi na <labelu1>, <n>=2 <labela2> itd.